# Город праха
Город праха (англ. City of Ashes) — вторая книга цикла «Орудия смерти» американской писательницы Кассандры Клэр.

## Сюжет
На момент начала повествования, маг Илия призвал демона Аграмона и будучи обманутым Валентином, стал его жертвой.
Так как Джослин все еще находилась в больнице, Клэри жила в доме Люка. В один из таких вечеров Саймон поцеловал Клэри и начал называть её своей девушкой, чем вызвал в ней бурю противоречивых эмоций. Параллельно этому Джейс, выгнанный из дома приемной матерью, пошел в бар "Охотничья луна", где инициировал конфликт (отказавшись выслеживать преступника, убившего молодого оборотня) с оборотнями и был спасен Люком. Затем он вернулся в институт, где его уже дожидался Инквизитор, подозревающий в шпионаже в пользу Валентина. В ходе разговора Джейс нагрубил Инквизитору, за что та отправила его на ночь в темницу Города Молчания. Находясь в темнице Города Молчания, Джейс услышал как кто-то атакует Безмолвных Братьев и увидел, как Валентин убил одного из Братьев и завладел вторым орудием смерти - Мечом Мэллертах. Перед тем, как Клэри, Алек и Изабель добрались до темницы Джейса, Валентин ушел. Клэри открыла дверь совершенно новой руной, которая на доли секунды отразилась в её сознании. При выходе из города, они встретили остальных Сумеречных Охотников и Инкивизитора (ушедших в Центральный парк расследовать убийство фейри), которая опять обвинила Джейса в сговоре с Валентином и предложила опять отправить его в темницу. Магнус Бейн предложил взять Джейса под свою охрану до конца расследования.
Королева Дивного народца пригласила к себе на аудиенцию Джейса и Клэри, вместе с ними так же пошли Изабелла и Саймон. Они попросили её помощи в борьбе с Валентином, на что Королева ответила, что до конца не уверена и что знает все их секреты, как те, что Джейс и Клэри - опыты Валентина претворившиеся в жизнь. Однако Клэри попалась в ловушку фейри и не могла двинуться с места, пока её не поцелует тот, чей поцелуй она ждет больше всего. Поцелуй Саймона не разрушил чары фейри и Изабель предположила, что поцеловать Клэри должен Джейс. Их поцелуй причинил много боли Саймону и он ушел прочь после их возвращения из Летнего дворца. Джейс и Клэри признаются в любви друг к другу и Клэри сразу же сожалеет об этом. Джейс предлагает держать в тайне их отношения, однако Клэри говорит, что это в конечном итоге будет обнаружено, и что она не хочет лгать своим друзьям и семье. Позже, Рафаэль появляется около Института с Саймоном, который находится на грани жизни и смерти. Вампир объясняет, что небольшое употребление вампирской крови Саймоном ранее в отеле Дюмор заставило Саймона поверить, что он превращается в вампира, и он пришел в отель Дюмор, чтобы увидеть Рафаэля. В отеле он был атакован вампирами. Таким образом, единственный оставшийся путь, чтобы спасти Саймона, заключался в том, чтобы  похоронить его и превратить в вампира. Джейс, Клэри, Алек и Саймон направляются к Люку. Во дворе дома Люка на подошедшую Майю нападают демоны, но её успевают спасти. Пока Магнус Бейн лечит Майю, Люк решает проверить, находятся ли демоны все еще там. Люк подвергается нападению и получает тяжелые ранения. Джейс, Саймон, Алек и Клэри приходят ему на помощь и начинают сражаться с демонами. Почти победив, демоны, увидев руну Клэри на её предплечье, бегут. В доме Люка Клэри всем сообщает, что просто думает о какой-то руне, и её образ встает у неё перед глазами, но остальные возражают ей, сказав, что никто не может просто взять и сделать новую руну как это делали ангелы. После спора, Клэри создает новую руну бесстрашия, которую они пробуют на Алеке. В ту же ночь, когда все спали, Джейс тайно использует краденный мотоцикл Рафаэля и встречает Валентина на корабле. Валентин предлагает защиту его близким, если Джейс присоединится к нему и вернется в Идрис, но Джейс отвечает отказом. На следующее утро Инквизитор говорит о том, что Джейс встречался с Валентином, и снова сажает Джейса в темницу, планируя обменять его жизнь на Орудия смерти. Джейс пытается сказать ей, что это не сработает, но Инквизитор отказывается верить, считая, что это план мести Валентину, потому что он убил её сына.
Майя, направлявшаяся проведать Саймона, подвергается нападению демона страха Аграмона, который приходит к ней в облике её мертвого брата, после чего Валентин похищает её. Затем Валентин похищает Саймона.
Клэри и другие обнаружившие пропажу Майи и Саймона решают спасти их с помощью Магнуса. Они атакуют корабль Валентина. Валентин убивает Саймона, но Джейсу удается спасти его - он дает ему выпить своей крови. В тот же момент остальные Сумеречные Охотники атакуют корабль. Появляется Инквизитор и, увидев  шрам Джейса на плече в форме звезды, заслоняет собой Джейса от атаки демона. Между тем, один из демонов Валентина похищает Клэри и приносит её к самому Валентину, который запугивает её Мечом Смерти. Джейс и Саймон находят и спасают её. Валентин им признается, что Джейс решил бороться на стороне Сумеречных Охотников только потому, что он любит Клэри. Джейс бросает Клэри стилус, и она быстро рисует руну открытия на металле корабля, которая заставляет распасться корабль на отдельные части. Клэри тонет, но её спасает русалка, направленная на помощь Королевой дивного народца. Уезжая в сторону города, Саймон обнаруживает, что кровь Джейса сделала его Светолюбом - вампиром, который может терпеть солнце. После разговора с Люком о его любви и о его сожалении о том, что он так и не признался Джослин в своих чувствах, Клэри решает рассказать Джейсу о своей любви к нему, чтобы начать отношения, независимо от их последствий. Однако, прежде чем она призналась Джейсу, тот говорит, что будет действовать только как её брат, разбивая тем самым её сердце.
В конце Клэри встречает женщину, представившейся Мадлен, подругой её матери, которая сообщает, что знает способ спасти Джослин.

## Критика
The Duluth News Tribune похвалили Город праха, назвав книгу "захватывающей". The School Library Journal также высоко оценили роман, сравнивая его прочтение  с  тем "как смотреть особенно хороший фильм про вампиров / оборотней".  Kirkus Reviews понравилась книга, но они предупредили, что "кровосмесительные обертоны могут быть слишком опасными для некоторых". Commonsensemedia дали книге четыре звезды, назвав её "захватывающей" и предупредили родителей о насилии и потенциальном инцесте. Seventeen Magazine  дали положительный отзыв , заявив, что книга  "умная, смешная, романтичная".

## Экранизация
Фильм по второй части планировали снимать в 2014 году. Однако, после провала в прокате первого фильма, книгу решили экранизировать на телевидении.